# Traszka górska

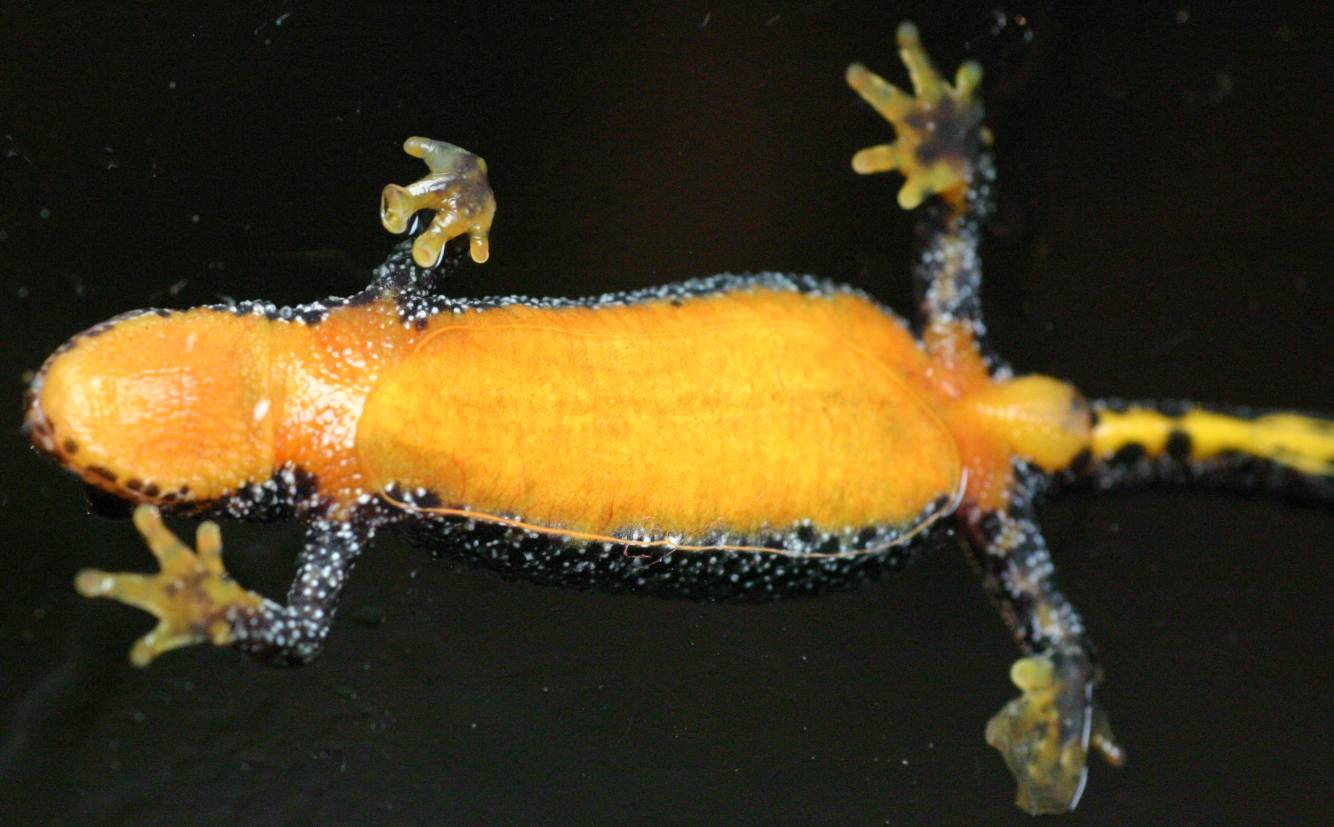
Traszka górska widziana od spodu

Traszka górska (Ichthyosaura alpestris) – gatunek płaza ogoniastego z rodziny salamandrowatych (Salamandridae); jedyny przedstawiciel rodzaju Ichthyosaura.

## Systematyka
Gatunek tradycyjnie zaliczany do rodzaju Triturus, jednak wyniki niektórych analiz kladystycznych sugerują, że przedstawiciele tego rodzaju nie są najbliższymi znanymi krewnymi traszki górskiej. Z badań Weisrocka i współpracowników (2006) wynika, że traszka górska jest taksonem siostrzanym do kladu obejmującego płazy obecnie zaliczane do rodzaju Lissotriton (traszkę zwyczajną, karpacką i iberyjską). Także z analizy Zhanga i współpracowników (2008) wynika, że traszka górska jest siostrzana do rodzaju Lissotriton, natomiast z analizy Steinfartza i współpracowników (2007) wynika, że jest ona taksonem siostrzanym do kladu obejmującego rodzaj Pachytriton oraz gatunki Cynops pyrrhogaster, Cynops ensicauda i Cynops cyanurus. Ponieważ najbliższymi krewnymi traszki górskiej prawdopodobnie nie są przedstawiciele rodzaju Triturus, część autorów przenosi ją do odrębnego rodzaju Ichthyosaura (tak np. Wiens, Sparreboom i Arntzen, 2011).

## Opis
Osiąga maksymalną długość ciała: 12 cm (samica) 10 cm (samiec). Jej skóra posiada gruczoły, jest wyraźnie ziarnista. Podczas przebywania w wodzie jest gładka w dotyku, podczas przebywania na lądzie jest lekko chropowata. Na grzbiecie ciała brak gruczołowatych krawędzi. Tułów jest cylindrycznie wydłużony, u samców bardziej wysmukły. Ogon spłaszczony po bokach, niski, z tyłu ostro zakończony i wyraźnie krótszy od reszty ciała. Zwykle samice mają nieco dłuższy ogon niż samce. U samca w okresie godowym brak niciowatego zakończenia ogona. Głowa płaska i szeroka, na powierzchni grzbietowej gładka, pysk zaokrąglony. Dobrze zaznaczone przewężenie szyjne. Gruczoły przyuszne prawie niewidoczne. Oczy słabo wystające, małe. Ich okrągłe źrenice mają złociste tęczówki. Szczęka i żuchwa uzębiona. Pasma zębów podniebiennych z przodu zbliżone do siebie końcami, z tyłu szeroko rozstawione. Fałd podgardzielowy słabo wykształcony. Język o puszkowatym kształcie, okrągły. Krótkie kończyny są dobrze wykształcone i dobrze umięśnione (zwłaszcza tylne). Na powierzchniach stóp mają modzele. Palce stóp są krótkie. Kloaka zakończona podłużnym otworem o średnicy 4–5,5 mm. W czasie przebywania na lądzie grzbiet i boki ciała są zwykle czarne, rzadziej ciemnoszare lub ciemnooliwkowe. Na tym tle u niektórych osobników występują jaśniejsze plamy o bardzo nieregularnych kształtach i tworzące różnorodne desenie. Podgardziel, szyjna i brzuszna część ciała są jaskrawo pomarańczowe i pozbawione plam. Linia styku tej barwy z ciemnym grzbietem jest ostro zaznaczona. U dojrzałych samców na górnej krawędzi ogona widoczny jest ślad godowego fałdu grzbietowego, zabarwionego na żółty kolor, u samic zaś brzuszna krawędź ogona ma barwę jaskrawożółtą.

## Występowanie
Występuje w całej Europie Środkowej. Najdalej na północ wysunięta granica jej zasięgu sięga 55° N (na południu Danii). Nie występuje na Półwyspie Skandynawskim. Obszarem jej występowania są wszystkie góry Europy Środkowej – Alpy, Sudety i całe Karpaty oraz Góry Świętokrzyskie. Wschodnia granica jej zasięgu przebiega przez Ukrainę. Zasięg górny do 1700 m n.p.m. W polskich Tatrach najwyższe jej stanowisko znajduje się w Małym Stawie Polskim w Dolinie Pięciu Stawów Polskich, występuje dość licznie w niektórych stawach w Dolinie Gąsienicowej i w Smreczyńskim Stawie.
Jest gatunkiem wodno-lądowym. W porze godowej spotkać ją można w zimnych górskich źródłach, w różnej wielkości stawkach leśnych i polnych, szczególnie tych o mulistym dnie, zarośniętych rzęsą wodną lub inną roślinnością wodną, w rowach przydrożnych i kałużach. Występuje również w stawach i jeziorach tatrzańskich. Tam gdzie brak jest powierzchniowych zbiorników wodnych miejscem godów traszki stają się z konieczności każde, nawet niewielkie, kałuże, koleiny polnych dróg, zakola i rozlewiska małych rzek. Nie składa jednak jaj w wodach płynących. Po zakończeniu pory godowej opuszcza zbiorniki wodne, przebywając na lądzie w ich pobliżu.

## Tryb życia
W okresie pobytu na lądzie żeruje głównie nocą, w czasie deszczów również w dzień. W okresie godów, które spędza w wodzie, jest aktywna całą dobę. Głównym jej pożywieniem podczas godów są drobne organizmy wodne: skorupiaki, ślimaki i larwy owadów wodnych. Na lądzie żywi się dżdżownicami, ślimakami bez muszli, małymi owadami i pająkami. Zimuje przeważnie na lądzie, ukryta w rozmaitych ziemnych kryjówkach lub zagrzebana w ściółce.

## Rozród
Podobnie jak u wszystkich traszek dymorfizm płciowy wyraźnie wykształcony, szczególnie w okresie godowym, gdy pojawia się u samców szata godowa. Charakterystyczną cechą jest występowanie u samców na grzbiecie niskiego, nieprzerwanego i gładkiego fałdu, posiadającego po bokach płytkie, podłużne rowki. U samicy grzbiet ciała jest płaski. W okresie godowym u samców na brzusznej krawędzi ogona pojawiają się niskie fałdy skórne. U samic takie fałdy pojawiają się na obu krawędziach ogona: na grzbietowej i na brzusznej. Wargi kloakalne samicy są małe i płaskie, różniące się wyraźnie wielkością od warg kloakalnych samca. Traszka górska posiada wyjątkowo ładne ubarwienia godowe. Dominującą barwą u samców i samic jest wówczas niebieska, często o srebrzystym połysku. Rozmnaża się wczesną wiosną w zbiornikach wody stojącej. Wcześnie rozpoczyna gody, zaobserwowano jej występowanie w wodzie już w pierwszej połowie marca, gdy temperatura wody wynosiła zaledwie 7 stopni Celsjusza. Najczęściej jednak składa do wody skrzek w maju. W czasie godów samce i samice dobierają się parami. Samiec w obecności samicy wykonuje charakterystyczne czynności, podczas których z reguły nie dochodzi do stykania się partnerów. Samiec składa spermatofor do wody. Samica podejmuje go i umieszcza w kloace. Zapłodnienie jaj następuje wewnątrz organizmu samicy. Samica składa porcjami zapłodnione jaja, zwykle luzem lub w krótkich sznurach po 3–7 sztuk. Łącznie jedna samica składa około 10–150 jaj. Czas rozwoju larw zależy od temperatury wody. Przy temperaturze 20 stopni Celsjusza larwy traszki górskiej wylęgają się po około 8 dniach. Ich rozwój larwalny w wodzie trwa od 3 do 4 miesięcy, a wysoko w górach, w stawach o niskiej temperaturze, jeszcze dłużej. Zdarza się tam często zimowanie larw, a także zjawisko neotenii, często też spotyka się tam osobniki albinotyczne. W okresie przeobrażenia larwy osiągają długość 40–50 mm. Larwy żywią się drobnymi organizmami wodnymi. Oddychają za pomocą skrzeli zewnętrznych. Są bardzo żarłoczne i drapieżne. Zaobserwowano, że larwy traszki górskiej umieszczone w słoiku natychmiast usiłowały się wzajemnie pożreć.

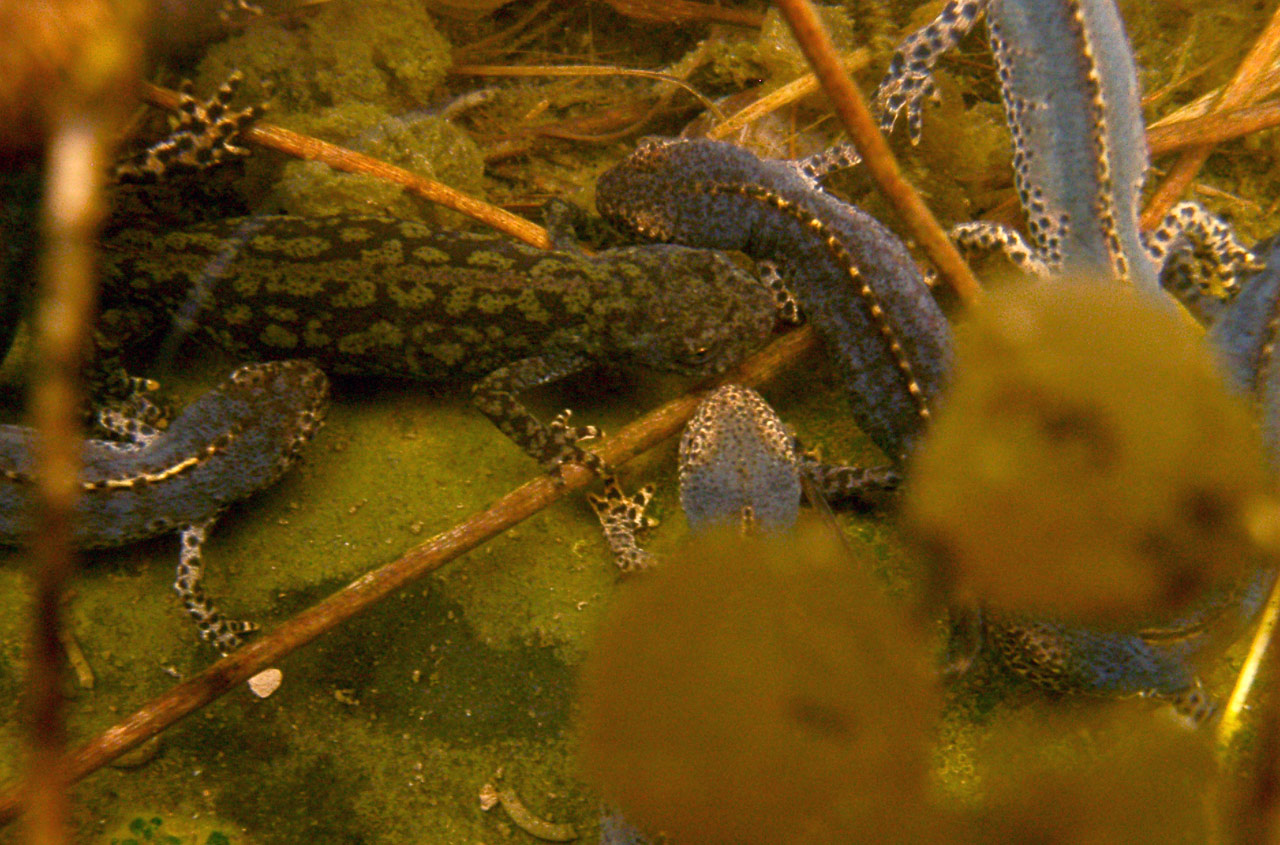
Traszki górskie

## Ochrona
W Polsce podlega ochronie częściowej.